# Campionati europei di taekwondo
I Campionati europei di taekwondo sono organizzati ogni due anni dalla European Taekwondo Union. La prima edizione è stata organizzata nel 1976. Dal 1980 vi partecipano anche le donne. Nel 2015 è stata organizzata la prima edizione dei Campionati europei riservati alle categorie olimpiche.

## Titoli in palio
Agli europei vengono assegnati 16 titoli in 8 categorie maschili e femminili (fino a 46, 49 53, 57, 62, 67, 73 e oltre 73 kg.
Nella tabella che segue in grassetto le categorie incluse nel programma dei Giochi olimpici.
| Eventi                            |
| --------------------------------- |
| Fino a 54 kg                      |
| Fino a 58 kg                      |
| Fino a 63 kg                      |
| Fino a 68 kg                      |
| Fino a 74 kg                      |
| Fino a 80 kg                      |
| Fino a 87 kg                      |
| Oltre gli 87 kg (Oltre gli 80 kg) |

## Edizioni
| Edizione | Anno | Sede              | Paese          |
| -------- | ---- | ----------------- | -------------- |
| I        | 1976 | Barcellona        | Spagna         |
| II       | 1978 | Monaco di Baviera | Germania Ovest |
| III      | 1980 | Copenaghen        | Danimarca      |
| IV       | 1982 | Roma              | Italia         |
| V        | 1984 | Stoccarda         | Germania Ovest |
| VI       | 1986 | Seefeld in Tirol  | Austria        |
| VII      | 1988 | Ankara            | Turchia        |
| VIII     | 1990 | Aarhus            | Danimarca      |
| IX       | 1992 | Valencia          | Spagna         |
| X        | 1994 | Zagabria          | Croazia        |
| XI       | 1996 | Helsinki          | Finlandia      |
| XII      | 1998 | Eindhoven         | Paesi Bassi    |
| XIII     | 2000 | Patrasso          | Grecia         |
| XIV      | 2002 | Samsun            | Turchia        |
| XV       | 2004 | Lillehammer       | Norvegia       |
| XVI      | 2005 | Riga              | Lettonia       |
| XVII     | 2006 | Bonn              | Germania       |
| XVIII    | 2008 | Roma              | Italia         |
| XIX      | 2010 | San Pietroburgo   | Russia         |
| XX       | 2012 | Manchester        | Regno Unito    |
| XXI      | 2014 | Baku              | Azerbaigian    |
| XXII     | 2016 | Montreux          | Svizzera       |
| XXIII    | 2018 | Kazan'            | Russia         |
| -        | 2020 | Belgrado          | Serbia         |
| XXIV     | 2021 | Sofia             | Bulgaria       |
| XXV      | 2022 | Manchester        | Regno Unito    |
| XXVI     | 2024 | Belgrado          | Serbia         |

### Campionati europei per categorie olimpiche
| Edizione | Anno | Sede    | Paese  |
| -------- | ---- | ------- | ------ |
| I        | 2015 | Nal'čik | Russia |

## Medagliere
Aggiornato a Belgrado 2024
| Posiz. | Nazione              | Oro | Argento | Bronzo | Totale |
| ------ | -------------------- | --- | ------- | ------ | ------ |
| 1      | Spagna               | 65  | 57      | 83     | 205    |
| 2      | Turchia              | 64  | 69      | 60     | 193    |
| 3      | Germania             | 49  | 34      | 79     | 161    |
| 4      | Russia               | 29  | 22      | 43     | 94     |
| 5      | Francia              | 27  | 29      | 60     | 116    |
| 6      | Paesi Bassi          | 26  | 28      | 48     | 102    |
| 7      | Gran Bretagna        | 26  | 16      | 39     | 79     |
| 8      | Croazia              | 24  | 14      | 41     | 79     |
| 9      | Italia               | 23  | 22      | 63     | 108    |
| 10     | Danimarca            | 18  | 19      | 33     | 70     |
| 11     | Grecia               | 9   | 13      | 29     | 51     |
| 12     | Azerbaigian          | 8   | 13      | 20     | 41     |
| 13     | Belgio               | 6   | 2       | 16     | 24     |
| 14     | Svezia               | 4   | 10      | 28     | 42     |
| 15     | Bielorussia          | 4   | 1       | 14     | 39     |
| 16     | Serbia               | 3   | 9       | 15     | 27     |
| 17     | Austria              | 3   | 7       | 17     | 27     |
| 18     | Ungheria             | 3   | 2       | 6      | 11     |
| 19     | Portogallo           | 3   | 0       | 6      | 9      |
| 20     | Ucraina              | 2   | 7       | 13     | 22     |
| 21     | Polonia              | 2   | 5       | 17     | 24     |
| 22     | Israele              | 1   | 3       | 7      | 11     |
| 23     | Svizzera             | 1   | 3       | 3      | 7      |
| 24     | Moldavia             | 1   | 1       | 4      | 6      |
| —      | Atleti Neutrali      | 1   | 1       | 2      | 4      |
| 25     | Armenia              | 1   | 1       | 1      | 3      |
| 26     | Bulgaria             | 1   | 0       | 2      | 3      |
| 27     | Isola di Man         | 1   | 0       | 0      | 1      |
| 28     | Bosnia ed Erzegovina | 0   | 4       | 2      | 6      |
| 29     | Slovenia             | 0   | 3       | 5      | 8      |
| 30     | Norvegia             | 0   | 3       | 9      | 12     |
| 31     | Finlandia            | 0   | 2       | 21     | 23     |
| 32     | Rep. Ceca            | 0   | 1       | 2      | 3      |
| 32     | Lettonia             | 0   | 1       | 2      | 3      |
| 33     | Irlanda              | 0   | 1       | 1      | 2      |
| 33     | Romania              | 0   | 1       | 1      | 2      |
| 36     | Georgia              | 0   | 1       | 0      | 1      |
| 37     | Cipro                | 0   | 0       | 4      | 4      |
| 38     | Macedonia del Nord   | 0   | 0       | 1      | 1      |
| 38     | Atleti Rifugiati     | 0   | 0       | 1      | 1      |
| Totale | Totale               | 405 | 405     | 798    | 1608   |